# Bolesław I Dũng cảm
Bolesław I Dũng cảm (tiếng Ba Lan: Bolesław I Chrobry, tiếng Séc: Boleslav Chrabrý; 967 - 17 tháng 6 năm 1025), ít được gọi là Bolesław I Đại công (tiếng Ba Lan: Bolesław I Wielki), là Công tước Ba Lan từ 992 đến 1025, và là Vua đầu tiên của Ba Lan vào năm 1025. Là Boleslav IV, ông cũng là Công tước xứ Bohemia trong khoảng thời gian từ 1002 đến 1003. Ông là con trai của Mieszko I của Ba Lan bởi vợ ông, Dobrawa ở Bohemia. Theo một sách học thuật, Bolesław cai trị Ba Lan thu nhỏ trong những năm cuối triều đại của cha ông. Mieszko I, người đã chết năm 992, chia Ba Lan cho các con trai của mình, nhưng Bolesław đã trục xuất người vợ cuối cùng của cha mình, Oda của Haldensleben, và anh em cùng cha khác mẹ của ông và thống nhất Ba Lan trong khoảng năm 992 tới năm 995.
Ông ủng hộ quan điểm truyền giáo của Adalbert, Giám mục Prague và Bruno xứ Querfurt. Việc tử vì đạo của Adalbert năm 997 và việc phong thánh của ông đã được sử dụng để củng cố quyền tự trị của Ba Lan tách khỏi Đế chế La Mã thần thánh. Điều này có lẽ đã xảy ra rõ ràng nhất trong Đại hội Gniezno (11 tháng 3 năm 1000), dẫn đến việc thành lập một cấu trúc giáo hội Ba Lan với Metropolitan See tại Gniezno.Cấu trúc này là độc lập với tổng giáo của Magdeburg ở Đức, mà đã cố gắng để khẳng định thẩm quyền đối với nhà thờ Ba Lan. Sau Đại hội Gniezno, các giám mục cũng được thành lập tại Kraków, Wrocław và Kołobrzeg, và Bolesław chính thức thoái thác cống nạp cho Đế chế La Mã thần thánh. Sau cái chết của Hoàng đế La Mã thần thánh Otto III năm 1002, Bolesław đã chiến đấu với một loạt các cuộc chiến chống lại Đế chế La Mã thần thánh và anh em họ và người thừa kế của Otto, Henry II, kết thúc trong Hòa bình Bautzen (1018). Vào mùa hè năm 1018, trong một trong những chuyến thám hiểm của mình, Bolesław I đã chiếm được Kiev, nơi ông đã đưa con rể của mình là Sviatopolk I làm người cai trị. Theo truyền thuyết, Bolesław làm sứt mẻ thanh kiếm của mình khi tấn công Cổng Vàng của Kiev. Sau đó, để vinh danh huyền thoại này, một thanh kiếm tên là Szczerbiec (thanh kiếm sứt mẻ) sẽ trở thành thanh kiếm đăng quang của các vị vua Ba Lan.
Bolesław I là một chính trị gia, chiến lược gia và chính khách xuất sắc. Ông không chỉ biến Ba Lan thành một quốc gia sánh ngang với các chế độ quân chủ phương Tây cũ, mà ông còn nâng nó lên hàng đầu của các quốc gia châu Âu. Bolesław đã tiến hành các chiến dịch quân sự thành công ở phía tây, nam và đông. Ông củng cố các vùng đất Ba Lan và các vùng lãnh thổ bị chinh phục bên ngoài biên giới của Ba Lan hiện đại, bao gồm Slovakia, Moravia, Red Ruthenia, Meissen, Lusatia và Bohemia. Ông là một người điều hòa quan hệ mạnh mẽ trong các vấn đề Trung Âu. Cuối cùng, là đỉnh cao của triều đại của ông, năm 1025, ông đã tự mình lên ngôi Vua Ba Lan. Ông là nhà cai trị Ba Lan đầu tiên nhận được danh hiệu rex (tiếng Latin: "vua").
Ông là một nhà quản lý, thành lập "Luật của Hoàng tử" và xây dựng nhiều pháo đài, nhà thờ, tu viện và cầu. Ông giới thiệu đơn vị tiền tệ đầu tiên của Ba Lan, grzywna, được chia thành 240 denarii, và đúc tiền riêng của mình. Bolesław I được coi là một trong những vua Piast có khả năng và thành đạt nhất của Ba Lan.